# Semaeopus roseigera
Semaeopus roseigera là một loài bướm đêm trong họ Geometridae.